# Llibre de bons amonestaments
El Llibre de bons amonestaments (també conegut popularment com a Franselm) és l'obra més coneguda i difosa d'Anselm Turmeda (ca. 1355 – ca. 1423) (en àrab Abd-Al·lah at-Tarjuman al-Mayurqí) i fou escrita l'abril de 1398 a Tunis. Té 428 versos en estrofes formades per tres octosíl·labs que rimen entre ells seguits d'un tetrasíl·lab amb rima lliure (aaax). Es tracta d'una espècie de catecisme en vers, és a dir, un manual de bon comportament, dirigit als fidels cristians catalanoparlants. Turmeda escriu aquesta obra des de Tunis i després d'haver-se convertit a l'islam, un fet que ha fet que alguns l'hagin titllat de cínic. Altres consideren que «sembla que l'exfranciscà experimenti una mena de nostàlgia pel seu antic ofici de predicador i es vulgui tornar a dedicar, almenys per un temps limitat, a l'exhortació dirigida al poble.»

## Llengua, mètrica i versificació
Turmeda empra un català viu i planer, de regust popular, d'acord amb la intencionalitat de l'escriptor, que és la d'arribar a un públic senzill i nombrós.
| «                                                              | Aquest llibre io t'he dictat per ço que, si est demanat d'algun fet, sies informat de la resposta. E no l'he dictat en llatí per ço que el vell e lo fadrí, lo estranger e lo cosí entendre el puixen. | » |
| — Anselm Turmeda, Llibre de bons amonestaments, versos 405-412 | |   |

L'obra consta de cent set estrofes de tres versos octosíl·labs seguits d'un tetrasíl·lab. Els versos octosíl·labs tenen rima consonant i el tetrasíl·lab queda lliure de rima. Aquest tipus d'estrofa li aporta una cadència molt marcada.

## Contingut
Turmeda diu al proemi que el Llibre de bons amonestaments tracta de bons ensenyaments, «jatsia que ell mai los haja seguits, emperò pensa'n haver algun mèrit de divulgar-los.» L'obra dona diversos consells morals, des del baptisme cristià fins al judici després de la mort, i pretén ser un conjunt rimat de bons consells, plenament d'acord amb les concepcions cristianes. Quan als referents, el llibre té com a primer model el Disticha Catonis i està inspirat en moltes de les seves estrofes en una obreta italiana, la Dottrina dello Schiavo de Bari. D'altra banda, el llarg fragment referit als diners (musicat i cantat per Raimon) repeteixen un tòpic molt freqüent a l'edat mitjana, present als goliards i el Libro de buen amor de l'Arxipreste d'Hita.

En alguns moments el llibre pren un cert to sarcàstic envers frares i clergues, un fet que també present en autors com Eiximenis o Sant Vicent Ferrer. Turmeda fa referència als dominicans (predicadors) i als carmelitans, que sols canten per diners. Abans ha aconsellat que hom escolti els sermons a l'església, però que es comporti altrament del que diuen:
| «                                              | Ço que oiràs dir faràs, e ço qu'ells fan esquivaràs: d'aicells ho dic qui lo cap ras porten, e barba. | » |
| — Anselm Turmeda, Llibre de bons amonestaments | |   |

Es tracta, per tant, d'una recopilació de consells dirigits als fidels cristians, escrits amb una certa ironia i cinisme vers les estructures eclesials, i amb alguns consells que es mouen plenament dins l'escepticisme i el racionalisme, però que assumeix clarament la doctrina cristiana, com no podia ser d'altra manera si volia assolir difusió. Així doncs, la majoria dels amonestaments volen comunicar regles de sentit comú, com ara la discreció, tal com veiem a l'estrofa següent:
| «                                                             | Si ab negú vols contrastar pensaràs ço que vols parlar; car paraula no pot tornar, pus que és dita. | » |
| — Anselm Turmeda, Llibre de bons amonestaments (versos 85–88) | |   |

Una altra regla present en l'obra turmediana és la contenció sexual com podem veure en l'estrofa següent en què s'aconsella de no establir amistat amb una àvol fembra, és a dir, d'una dona amb una conducta sexual escandalosa, i no tenir-hi mai privadança (tracte íntim):
| «                                                             | De àvol fembra amistança no prengues, car tot es cansa, e mai llur privadança no umple bossa. | » |
| — Anselm Turmeda, Llibre de bons amonestaments (versos 53–56) |                                                                                               |   |

També hi ha estrofes que defensen l'austeritat («No menjs gallines ne capó | menja llegums e algun peixó», versos 329–330), consells que propugnen l'acceptació de l'ordre social («usar no vulles ab traïdor, | ne contrastar a ton major; | té lleialtat a ton senyor», versos 65–67) o consells de conducta assenyada:
| «                                                               | Garda't qui ha menys que tu e no hauràs despler negú. D'açò que Déus dona a cascú pagat se tinga. | » |
| — Anselm Turmeda, Llibre de bons amonestaments (versos 345–348) |                                                                                                   |   |

## Difusió
El llibre va tenir molta difusió a les terres de parla catalana. A més de tres manuscrits del segle xiv, se sap que fou imprès en època incunable (1498, edició només coneguda per documentació indirecta). Del segle xvi en coneixem cinc edicions (1524, 1527, 1557, 1594 —en castellà— i 1584). Del segle xvii se'n coneixen sis edicions, i ja del segle xviii al segle xix se'n coneixen una cinquantena d'edicions. Va ser usat durant segles sencers com un manual per aprendre a llegir els minyons. Se'l conegué popularment com el Franselm. Així, per exemple, quan el 1541 Ferrando de Cansoles es dirigeix als jurats de Mallorca demanant autorització per editar certs llibres escriu: «y altres llibres per a principiant, qui són comunament de poch preu, y també estamparà cartes, set salms, Franselms, vesprals.»